# Ala Boratyn
Alicja Julia Boratyn (* 27. November 1992 in Łódź) ist eine polnische Sängerin. Bekannt wurde sie 2005 mit der Band Blog 27, die sie mit Tola Szlagowska gründete. Zu dieser Zeit war sie 13 Jahre alt. 2007 startete ihre Solokarriere.

## Karriere

### Blog 27 (2005–2007)
2005 gründete die damals 13-jährige Alicja Boratyn zusammen mit Tola Slagowska die Girlgroup Blog 27. Bekannt wurde die Gruppe in Deutschland durch ihr Musikvideo Uh La La La, das 2005 auf dem Kinderfernsehsender Nickelodeon ausgestrahlt wurde. Die Single zu dem Song Uh La La La avancierte in Polen zu einem der größten Hits 2005. Ihre zweite Single Hey Boy (Get Your Ass Up) verkaufte sich gleich gut. Ihr Debüt-Album LOL, dass 2006 in Polen, Deutschland, Japan und in der Schweiz veröffentlicht wurde, verkaufte sich allein in Polen 100.000 Mal und erreichte den 1. Platz der polnischen Charts. In der Jahresplatzierung der polnischen Charts belegte das Album den 18. und in den ungarischen Jahrescharts, den 81. Platz.
Am 18. Oktober 2006 erklärte sie, die Band zu verlassen und eine Solokarriere zu starten.

### Solokarriere (2007–heute)
Im Juni 2007 veröffentlichte Boratyn ihre ersten Songs, die Angel, Ska, Losing und Darling heißen. Ihre Singles Angel und Don't Believe In Them erreichten den 25. bzw. den 40. Platz der polnischen Charts. 2007 erschien ihr erstes Soloalbum, welches Higher heißt.

## Diskografie

### Blog 27

#### Alben und DVDs
- 2006: LOL
- 2006: LOL DVD

#### Singles
- 2005: Uh La La La
- 2005: Hey Boy (Get Your Ass Up)
- 2006: Wid Out Ya
- 2006: I Still Don't Know Ya
- 2006: Who I Am

### Solokarriere

#### Alben
- 2007: Higher

#### Singles
- 2007: Angel
- 2007: Don't Believe In Them
- 2007: The Shadow Lands

## Besonderes
Mit Blog 27 gewann Boratyn einen MTV EMA 2006 als „Best Polish Act“.